# Tesouro do Oxo

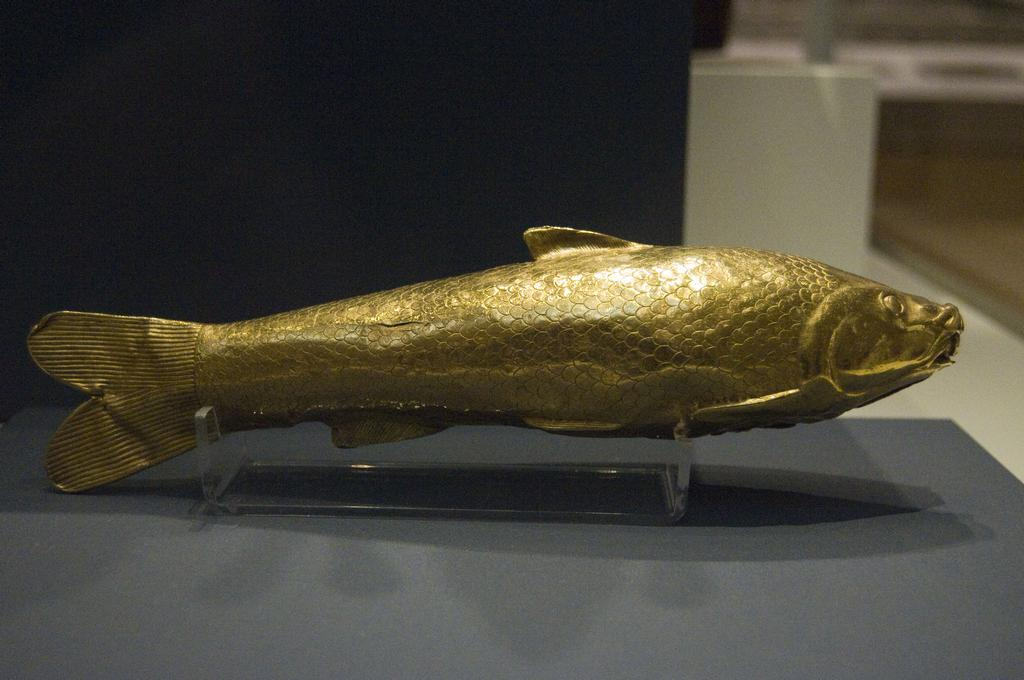
Peixe oco de ouro, parte do tesouro. É possível que fora um recipiente para azeite ou perfumes, ainda que tem um gancho sobre a barbatana para o pendurar. Cabe pois a possibilidade de que fizesse parte de um colgante

O tesouro do Oxo é uma coleção de cento setenta objetos de metalurgia em prata  e ouro da época aqueménida, datados entre o 550 e 330 a.C. Encontra-se em sua quase totalidade no Museu Britânico de Londres , salvo algumas peças que se acham no Museu Vitória e Alberto da mesma cidade. Acha-se que foi achado entre 1876 e 1880 na ribeira norte do rio Amu Dária (antigamente conhecido como Oxo), no atual Tajiquistão (antiga região histórica de Bactriana), e constitui o tesouro melhor conhecido de objetos de ouro e prata da época aqueménida. É de extraordinária importância não só pela qualidade das suas peças, mas porque tem constituído a base do estudo da Ourivesaria aqueménida. O tesouro, integrado por miniaturas de carroças com seus cavalos, selos, figuras, braceletes, anéis, moedas, jarras, placas votivas e objetos pessoais, foi vendido em bazares da Índia britânica (no atual Paquistão) e reunido de novo pelo antiquário inglês Augustus Wollaston Franks, o qual o legou ao Museu Britânico em 1897.

## História

A região da Ásia Central conhecida como Transoxiana e o rio Amu Dária (Oxo), lugar onde se achou o tesouro

### Marco geográfico
Desconhece-se o lugar exato de sua descoberta. Isto se deve a que o tesouro do Oxo não procede de uma escavação arqueológica, mas que foi adquirido por uns comerciantes a habitantes da zona na que se acha que ter-se-ia desenterrado ou encontrado o tesouro entre os anos 1876 e 1880 (a atividade dos caçadores de tesouros, que se dedicavam a procurar peças que depois vendiam, era uma ação muito corrente no final do século XIX). Trata-se de uma área situada na margem direita do trecho médio do rio Amu Dária (o Oxo dos antigos), pouco depois da confluência dos rios Panje e Vajsh, mas antes da desembocadura do Kofarnihon no Amu Dária. Toda esta zona fazia parte na Antiguidade da região histórica de Bactriana.
O Amu Dária é um rio do Ásia Central. Nasce na cordilheira de Pamir e, com o nome de rio Pamir, discorre em direção este-sudeste, constituindo o limite norte do corredor de Wakhan e, por tanto, a fronteira entre Afeganistão e Tajiquistão. Depois de receber o contributo do rio Wakhan pela esquerda, e transformar no rio Panje, a corrente segue para o este-sudeste. Em Istrague inicia uma volta em forma de U para o norte e vira depois para ao sudoeste, conservando sempre a sua condição de fronteira afegão-tajique. Depois de receber o contribua do rio Vakhsh pela direita, o rio toma já seu nome de Amu Dária e vira para o oeste-nordeste, passando a ser pouco depois a fronteira com Uzbequistão (uns 200 km). Durante 100 km mais marca a fronteira entre Afeganistão e Turquemenistão e depois entra neste país, onde corre para o norte e, de novo em Uzbequistão, culmina num delta que desagua em parte no mar de Aral ou termina por perder no deserto.

Antigas cidades da Bactriana helenística

Uma origem possível do tesouro é a localização de Takht-i Kuwad, na orla setentrional do Amu Dária, no atual Tajiquistão. Neste lugar existiu um embarcadeoiro para transbordo e constitui um assentamento muito antigo, uma quarta parte do qual tem sido erodido e arrastado pela corrente do rio. Outra origem considerada é a jazigo arqueológica de Takhti-Sangin  ("o Trono de Pedra"), situado cinco quilómetros ao norte do anterior. Esta antiga cidade, candidata de Tajiquistão a Património da Humanidade, contém os restos de um templo zoroastrista descoberto e escavado entre 1976 e 1991 por arqueólogos soviéticos liderados por Boris Litvinski e Igor Pichikyan. Na escavação deste templo, datado ao final da época aqueménida ou um pouco depois, descobriu-se grande quantidade de peças, algumas delas do período final aqueménida. Acha-se que neste templo as oferendas foram acumulando-se ao longo dos séculos, desde a sua construção no final do período aqueménida ou princípios do grecomacedónico (século III a.C.) até século IV d.C.. A descoberta deste templo tem sido o que tem levado a pensar que o tesouro do Oxo poderia proceder de Takhti-Sangin. Não obstante, esta hipótese ainda não se demonstrou. Enquanto as peças do tesouro do Oxo são fundamentalmente de ouro, as peças escavadas em Takhti-Sangin são em sua maioria de bronze e marfim. Mais ainda, ainda que em Takhti-Sangin se encontraram algumas peças de ouro aqueménida, a maior parte dos objetos são do período helenístico. Uma hipótese é que durante o século II a.C. pôde ter uma invasão de tribos nómadas cuchanas que forçou aos sacerdotes do templo a enterrar seus tesouros mais preciosos até que tivesse passado o perigo. No entanto, por alguma razão, o tesouro não foi recuperado nunca e permaneceu enterrado até ao século XIX.

### A dinastia aqueménida
Todos os aldeias de Próximo Oriente foram reunidos baixo um único Estado por Ciro, o Grande (r. 550–529 a.C.). Mas foi durante o reinado de Dario I (r. 521–486 a.C.) quando a dinastia viveu o seu máximo esplendor e o Império Aquemênida se estendeu até à Índia. Dario fez construir grandes palácios reais em Susa e Persépolis, e deixou depoimento nas placas de ouro e prata que se encontraram depositadas nos alicerces da sala Apadana de Persépolis:
Este é o reino que ostento, desde os citas, que estão para além de Sogdiana, até Etiópia; desde Sinde até Sardes.

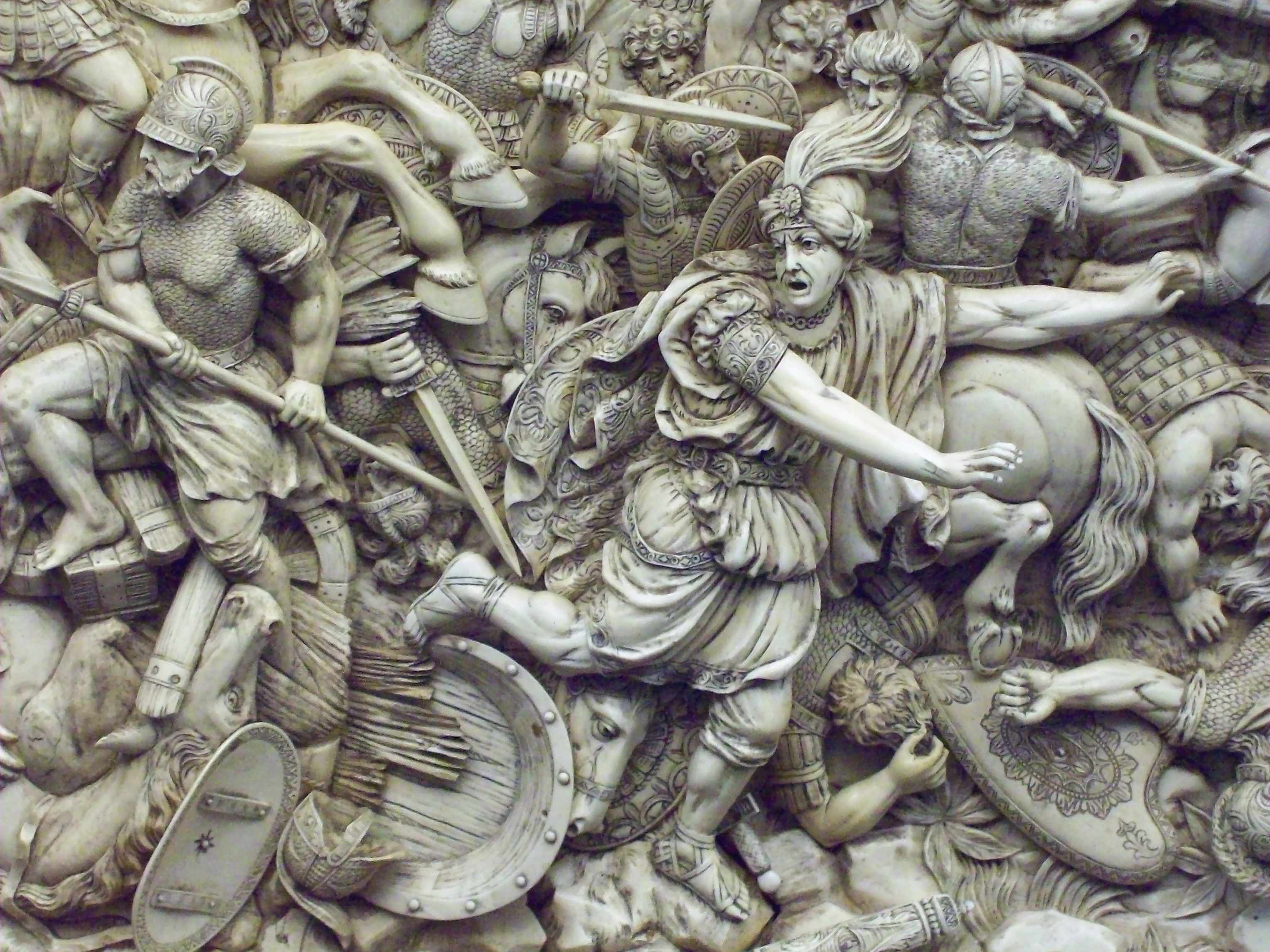
Fuga de Dario III na batalha de Gaugamela. Relevo em marfim do século XVIII (Museu Arqueológico Nacional, Madri)

Ainda que desconhece-se o lugar exacto do que procede o tesouro do Oxo, a região na que se achou tinha feito parte de Bactriana durante a Antiguidade. Não é conhecido se Bactriana fez parte do Império medo, mas fez parte do Império aqueménida desde a sua conquista por Ciro, o Grande numa campanha levada a cabo provavelmente entre o 545 e o 540 a.C. Desde então, foi uma das principais satrapias do Império Persa. Durante a guerras intestinas do ano 522 a.C., Dadarsi, sátrapa de Bactriana, foi um valioso aliado do rei Dario I. Já no reinado de Xerxes I, o sátrapa Masistes tentou em vão iniciar uma rebelião. Do mesmo modo, cerca do 465 a.C. estoirou em Bactriana uma revolta contra o rei Artaxerxes I, liderada por seu irmão Histaspes (Diodoro Sículo, XI 68) ou por um sátrapa chamado Artabano (Ctésias, 35). Após que Dario III fora derrotado por Alendre Magno, seu assassino (Beijos), o sátrapa de Bactriana, tentou organizar uma resistência nacional em sua satrapia. Alexandre conquistou Bactriana sem muita dificuldade. Só em Sogdiana, ao norte de Bactriana, encontrou uma resistência forte. Bactriana voltou-se uma província do Império gregomacedónico.

### As artes suntuárias aqueménidas

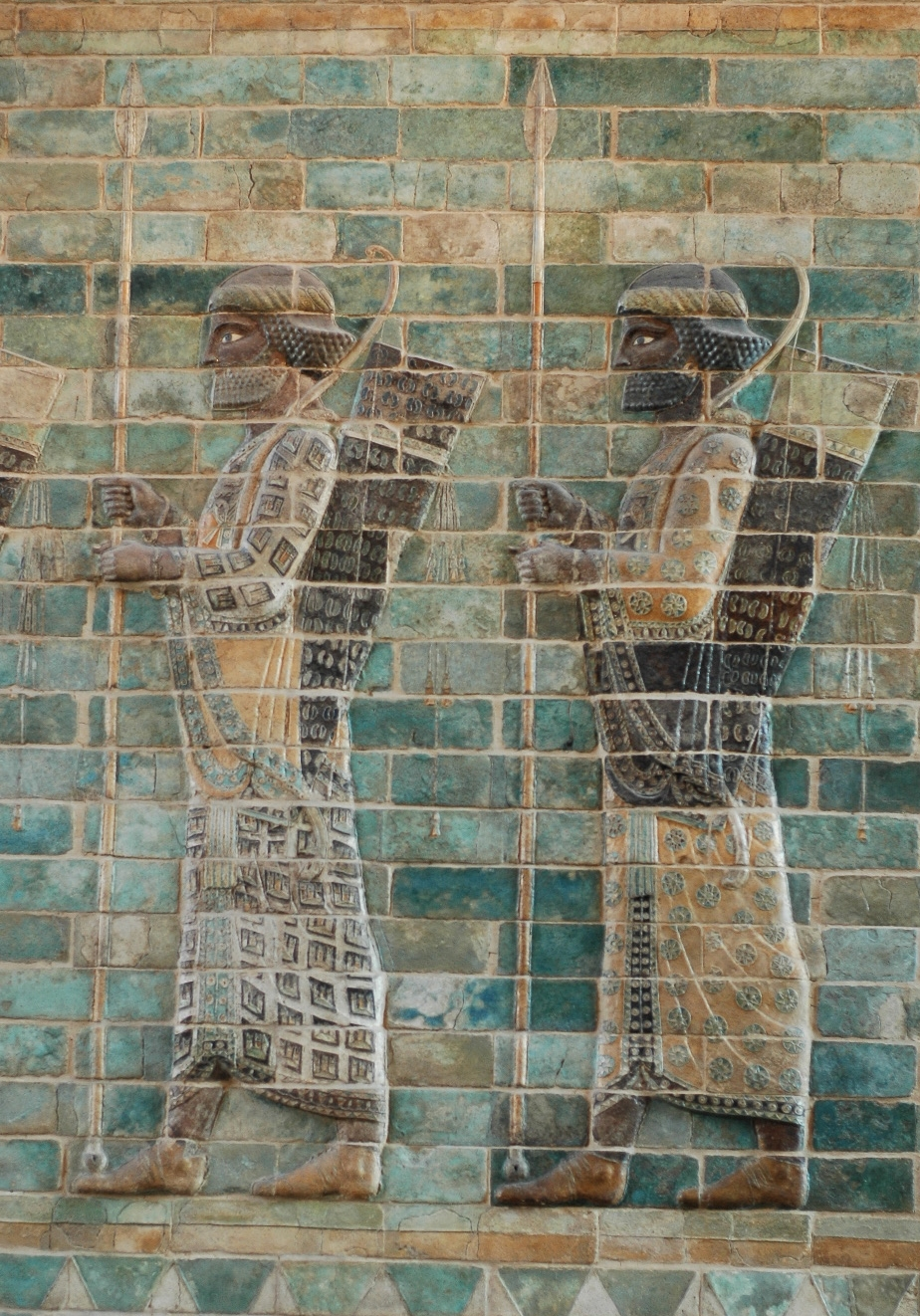
Detalhe do friso dos arqueiros do palácio de Dario em Susa, c., atualmente no Museu do Louvre

A arte aqueménida, como a sua religião, foi uma mistura de muitos elementos. Os aqueménidas tomaram as formas artísticas e as tradições religiosas e culturais de muitos das antigas aldeias de Oriente Próximo e combinaram-nos numa forma única e característica. A sua arte oficial —chamada estilo cortesão, supõe-se que por imposição mais ou menos oficial— sobretudo em arquitetura, se observa unificado, com poucas variantes, através dos palácios construídos em todo o seu território. A característica mais importante nestes edifícios eram a inclusão de umas colunas nos chamadas apadanas.
As artes suntuárias foram um componente fundamental da produção artística aqueménida. Os persas, ao igual que os medos, gostavam dos objetos belamente trabalhados: tapetes, colgaduras, armas, arneses... O seu amor pelo decorativismo passou cedo à arquitetura e aos relevos. Exemplos da abundância de adornos, recipientes de luxo e toda a classe de complementos, e de seu passo ao resto de disciplinas artísticas, são diversos relevos da capital persa de Susa. Por exemplo, o friso que representa aos arqueiros reais do palácio de Dario mostra à cada um dos guerreiros portando pulseiras em seus braços.
Na temporada de esplendor do império aqueménida existiram oficinas de ourivesaria nas capitais imperiais de Susa e Persépolis, os quais produziam peças que depois se difundiam por todo o Império. O gosto pela ornamentação dos persas, unida à riqueza e o poder da corte e a nobreza favoreceram o trabalho destas oficinas. A produção artística de joias, como braceletes, torques e pendentes, dada sua abundância, aponta a processos não puramente artesanais, mas também de fabricação em série.

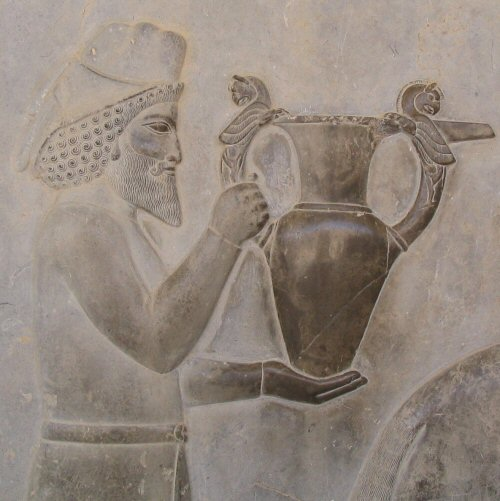
Relevo aqueménida mostrando um ânfora com alças zoomorfas

Ao igual que o resto da arte aqueménida, a produção dos ourives mostra também a fusão de técnicas e motivos das culturas da antiga Ásia ocidental que integravam o império. Entre as técnicas utilizadas, predomina a incrustação de pedras policromas no ouro, o que conseguia dar uma especial policromia às peças. Entre os motivos, perdura o velho motivo iraniano dos animais enfrentados nos extremos das alças dos recipientes, em ânforas e em braceletes abertos. Também se manifesta a preferência persa pelos copos elaborados em metais preciosos em lugar dos copos de argila pintados. Um signo na decoração das louças são as linhas estriadas (em sua grande maioria realizadas em ouro e prata para a sua utilização em banquetes reais), as ânforas com alças zoomorfas antes citadas, e rituais (copos rituais que contêm a água utilizada nas cerimónias de purificação prévias aos sacrifícios; costumavam ser vasilhas de prata ou ouro em forma de corno com a abertura na parte larga do corno e a cabeça de um animal, geralmente um leão, símbolo da realeza, em sua base). Muitas delas decoradas com motivos animais.
Por outra parte os objetos de uso mais humilde ou popular, estavam realizados com um carácter mais local e portanto não com a mesma uniformidade em todo o império.

### Periplo do tesouro

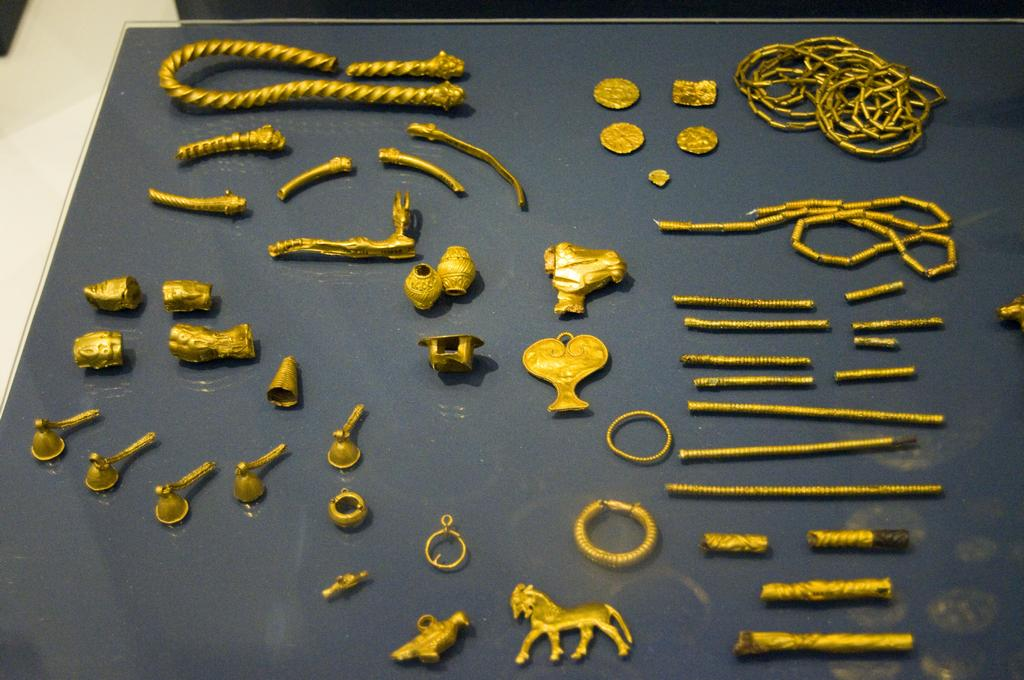
Diversos objetos pertencentes ao tesouro do Oxo no Museu Britânico

O contexto histórico no que se realiza o achado do tesouro do Oxo é o do Grande Jogo que desenvolveram russos e britânicos pelo controle da Ásia Central durante o século XIX. Durante este século, o Império russo foi-se expandindo para o sul pela Ásia Central, ameaçando a posição britânica na Índia. Por sua vez, os britânicos tentaram controlar Afeganistão mas, depois da sua derrota na primeira Guerra Anglo-Afegã (1839-1842), conformaram-se com criar ali um estado colchão. Por sua vez, em 1868, os russos fizeram-se com o controle de todos os territórios situados ao norte do Amu Dária, a fronteira com Afeganistão. Nesse ano, os russos derrotaram ao Emirado de Bucara. Grande parte do território do emirado foi anexado pela Rússia, incluindo a cidade de Samarcanda. O resto do emirado, ainda que conservou formalmente a independência, converteu-se num protectorado russo em 1873.
Em 1878 tinha começado a Segunda Guerra Anglo-Afegã, que duraria até 1881. O rei afegão Xer Ali Cã acordou a inimizade dos britânicos ao adotar uma política amistosa para a Rússia em 1878. Ao recusar o rei um ultimato britânico, em novembro de 1878 as forças anglo-indianas de novo invadiram o Afeganistão. À morte do rei em fevereiro de 1879, Maomé Iacube Cã, seu filho e sucessor, aceitou assinar com os britânicos o tratado de Gandamak, pelo que cedia ao Reino Unido o controle da sua política exterior, permitia o estabelecimento de uma missão em Cabul e ultrapassava aos britânicos várias áreas fronteiriças. No entanto, em setembro de 1879, um levantamento popular na capital afegã passou a faca à missão britânica e provocou a retomada de hostilidades. Depois de várias vitórias britânicas, Cabul foi reocupado e Maomé Iacube Cã forçado a abdicar. A princípios de 1880, Abderramão Cã, primo de Iacube Cã, viu a oportunidade de reclamar o trono para si, e voltou do exílio com apoio russo, penetrando no Afeganistão. Ali, Abderramão Cã, irmão de Iacube, também pretendia o trono e em julho de 1880 infringiria uma derrota aos britânicos na Batalha de Maiuande, perto de Candaar. Finalmente, foi Abderramão Cã o que triunfaria na guerra, com o consentimento tácito dos britânicos.

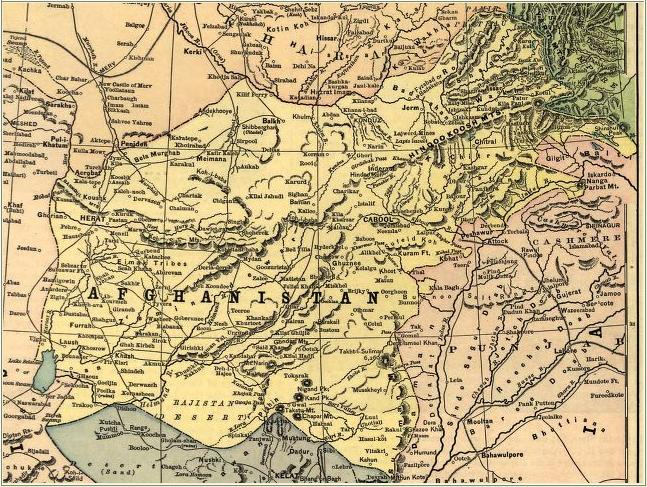
Mapa de Afeganistão em 1893

Foi durante esta guerra quando três comerciantes muçulmanos de Bucara, Uaziadim, Xuquir Ali e Gulã Maomé, planearam uma viagem à Índia britânica, a princípios de 1880. Pensavam cruzar o Amu Dária ao sul da cidade de Cobadiã, através do porto de transportadores de Takht-i Kuwad (no Emirado de Bucara, atualmente no Tajiquistão). No entanto, ali souberam que o pretendente Abderramão Cã se encontrava acampado com as suas tropas para perto de Konduz, ao outro lado do rio e que estava a exigir dinheiro em conceito de impostos a comerciantes e viajantes para financiar o seu exército. Os comerciantes, que portavam 80 000 rupias em metálico, procuraram algum procedimento para se desfazer do dinheiro e assim adquiriram o que depois seria o tesouro do Oxo a uns locais que tê-lo-iam encontrado entre 1876 ou 1877 e 1880. Os comerciantes camuflarão as peças com costura em carteiras aparentando ser mercadorias de pouco valor, de forma que não fossem gravadas por nenhum coletor de impostos. O plano funcionou até que chegaram a Cabul, onde se encontrava estacionado um destacamento britânico. No entanto, aí começava a parte mais perigosa da viagem, entre a capital afegã e Peshawar, através do passo de Quiber. Este trajeto, que decorria entre montanhas, era o palco perfeito para que as tribos locais pastós (os quilzai) assaltassem a viajantes e comerciantes e lhes roubassem as suas mercadorias. Ainda que tinha 16 000 soldados britânicos estacionados em diferentes pontos da rota, o trajeto seguia sendo perigoso. Já em maio, os comerciantes se uniram a uma caravana escoltada por militares que se dirigia a Peshawar. No entanto, é possível que se tivesse corrido a voz do que continham os seus fardos. A três dias de distância de Cabul, depois de passar o posto britânico de Seh Baba, os comerciantes decidiram adiantar-se à caravana, quiçá temendo a ladrões dentro da caravana. No entanto, pouco antes de chegar a Jagdalak, sofreram um ataque de bandidos guilzai que os capturaram, roubaram o tesouro e fugiram com o tesouro e os comerciantes.
Felizmente para os comerciantes, seu servente arranjou-lhes para escapar e chegar ao posto britânico de Seh Baba, onde pediu ajuda às autoridades militares britânicas. O oficial ao comando, o capitão Francis Charles Burton (um consumado linguista, soldado valoroso e amigo de Rudyard Kipling), acompanhado de duas ordens, foi capaz de encontrar a gruta onde se ocultavam os bandidos com os comerciantes e os libertar, junto com grande parte do tesouro. Ao dia seguinte, anunciou que montaria uma expedição de castigo contra os bandidos, os quais, devolveram outra parte substancial do botim, o que pareceu satisfazer a todas as partes. Em agradecimento a Burton, os comerciantes venderam-lhe uma das braceletes, adquirido mais tarde pelo Museu de Victoria e Alberto e na atualidade prestado em depósito em longo prazo no Museu Britânico. O resto do tesouro foi transladado pelos comerciantes a Jalalabade, através do passo de Quiber a Pexauar e finalmente vendido em diferentes bazares de Raualpindi. Por isso as peças do tesouro do Oxo puderam se comprar depois nos bazares da Índia britânica. Algumas foram adquiridas entre 1881 e 1883 por Alexander Cunningham, diretor geral do Serviço arqueológico da Índia, e outras foram obtidas pelo antiquário Augustus Wollaston Franks, quem era ao mesmo tempo um conservador do Museu Britânico e também comprou a parte de Cunningham, para doar posteriormente toda a coleção ao Museu em 1897. O relato do périplo do tesouro até à sua chegada aos bazares índios vem de Ormonde O.M. Dalton, The Treasure of the Oxus (1905), o qual está baseado nas declarações dos comerciantes ante as autoridades britânicas depois de seu resgate.
Em abril de 2007 o presidente do Tajiquistão, Emomalii Rahmon, depois de uma visita à região onde se acha que se encontrou a colecção de objetos de ouro e prata que forma o tesouro do Oxo, exigiu ao Museu Britânico que o devolvesse. Segundo o diário The Guardian, um porta-voz do museu negou que Tajiquistão tenha feito formalmente a petição para a sua devolução e declarou que, em princípio, os administradores estão na contramão da sua restituição.

## O conteúdo do tesouro

### Miniaturas
Dos carroças aqueménidas há representações nas artes maiores como os relevos em pedra de Persépolis e nas artes menores em relevos em selos e gemas preciosas, normalmente com duas rodas e com variações tipológicas locais. No antigo Oriente Próximo as carroças de duas rodas eram atirados por dois ou mais cavalos e representam-se transportando entre dois e quatro pessoas. Utilizavam-se para a guerra, a caça ou simplesmente para passear e seus utentes eram personagens de alta categoria social.
As cabines das carroças tinham uma estrutura retangular e nas duas miniaturas em ouro do tesouro do Oxo mostra-se uma partição longitudinal da cabine, que se podia utilizar como assento. As rodas das duas carroças em miniatura pertencentes ao tesouro do Oxo e as da carroça de Dario III mostrado no mosaico de Issos (encontrado em Pompeia) são praticamente idênticas.

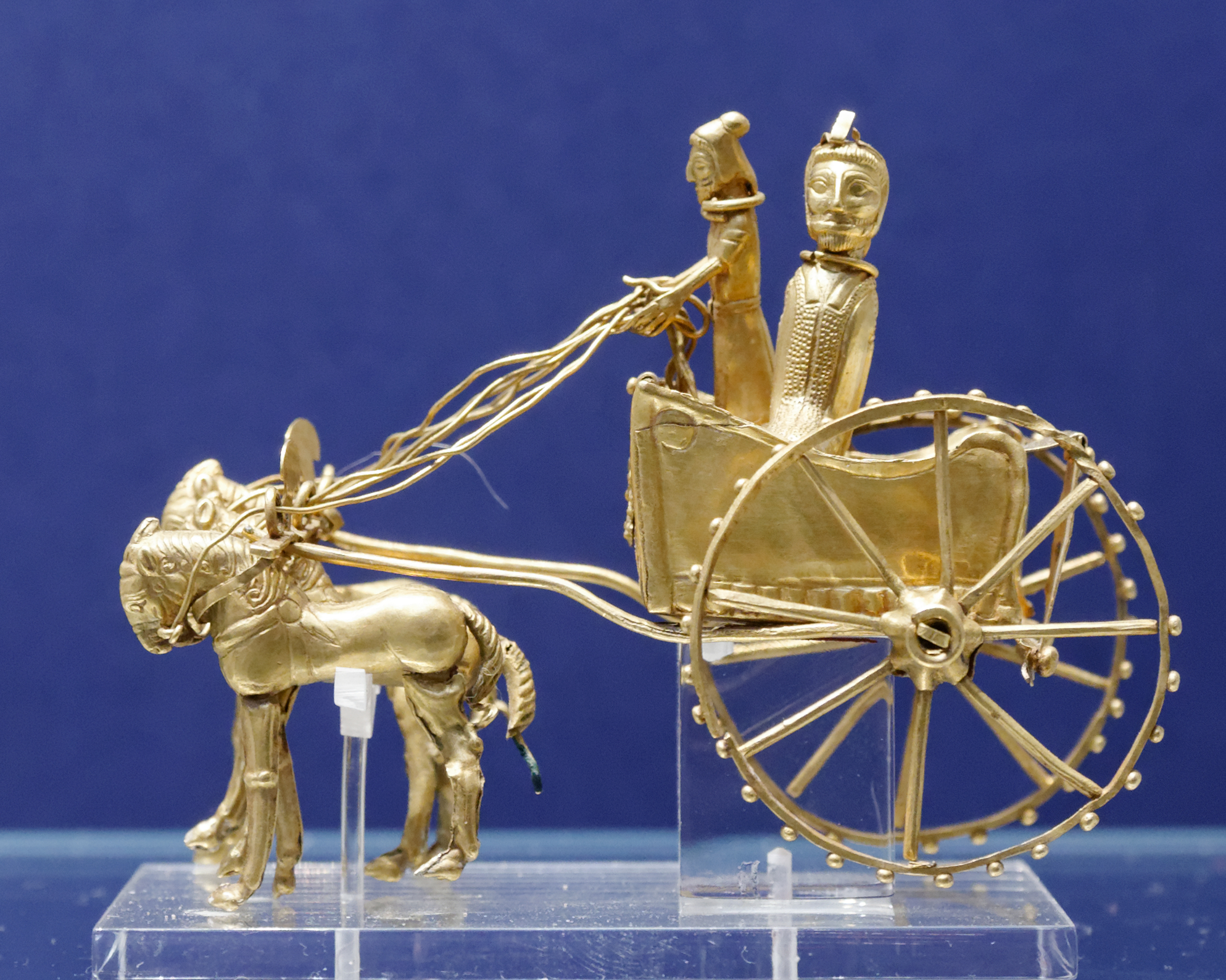
Carroça de quatro cavalos de ouro no Museu Britânico

- Carroça de quatro cavalos de ouro: a peça mede 18,8 cm de comprimento. A caixa da cabine está aberta pelo custado traseiro. A parte frontal é mais alta com ornamentação de triângulos e uma cabeça de Bês. As rodas são de dimensões consideráveis, com oito rádios e toda a banda exterior está coberta de bolitas. Na cabine há um banco onde está sentada a figura principal, vestida com túnica longa (candis) e também longas mangas de tipo medo.[nota 3] Na cabeça tem colocada uma capucha. A seu lado encontra-se o condutor que leva a cabeça coberta e uma túnica curta. As pernas das duas figuras que se fixam na carroça estão feitas com fio de ouro. A carroça une-se aos quatro cavalos mediante duas varas que acabam num sozinho jugo com buracos para a cada um dos animais. A cada um deles tem duas correias à altura do pescoço. Aos cavalos faltam-lhes sete patas e os rádios das rodas são imperfeitos. O facto de que nesta carroça se inclua como decoração uma cabeça de Bês (deidade protetora dos jovens no Império persa) se acha que é para que fora destinada a um menino ou a se usar como ex-voto.[23]

- Carroça de um cavalo de ouro: a peça da carroça mede 8,4 cm de comprimento. Nesta carroça faltam mais peças que no anterior: não tem rodas, à personagem principal lhe falta a cabeça e também falta um cavalo. A cabine da carroça é de forma alongada e tem em seu centro um banco. Nas bandas laterais há duas aberturas que fazem de assadeiros. Tem dois braços como a peça anterior mas factos com duas varas planas de ferro. O cavalo tem uma cabeça mais detalhada e mede 4,3 cm de comprimento.[24]

### Joias

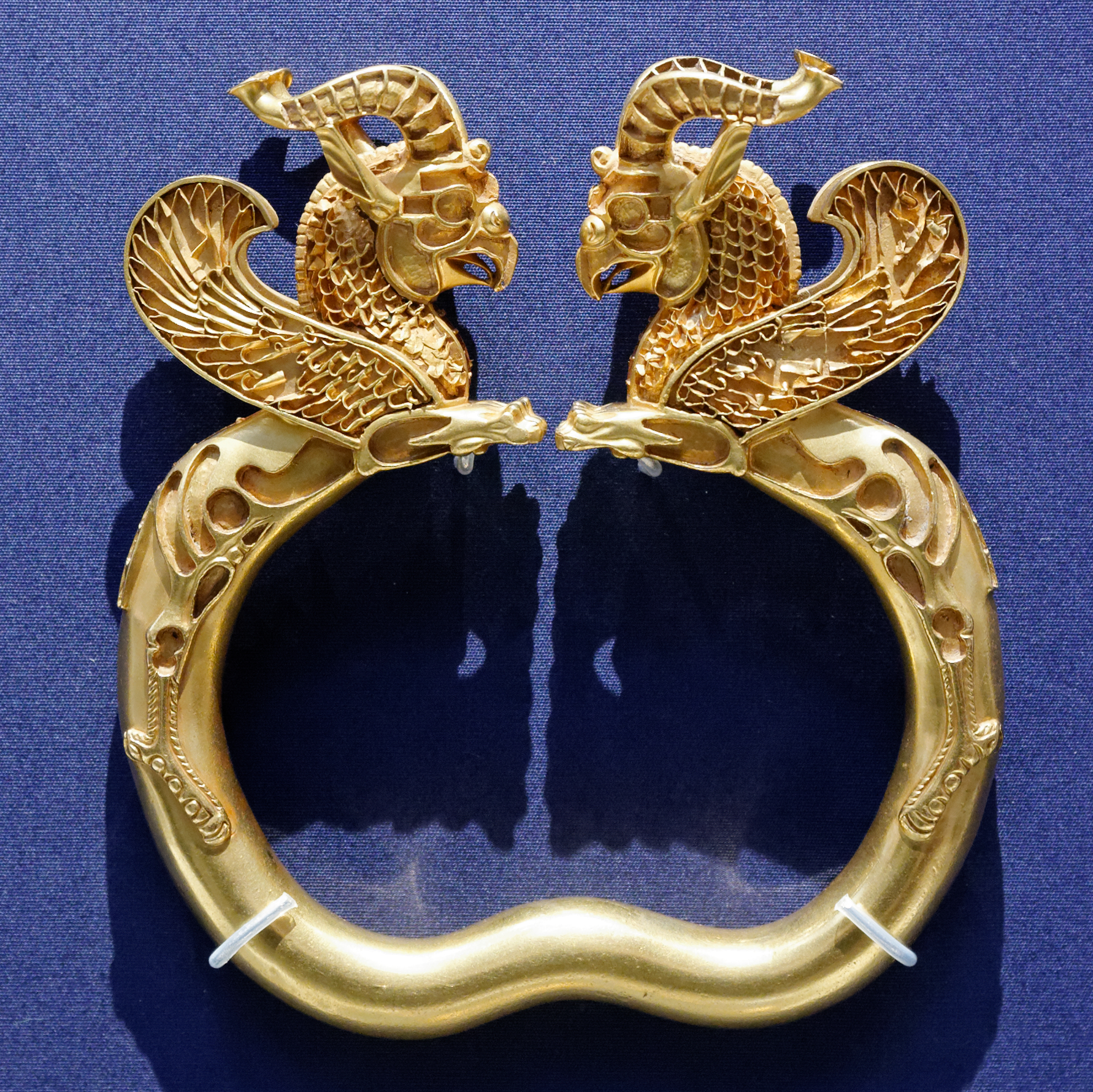
Bracelete de ouro com acabamentos em forma de grifo no Museu Britânico.
ME 124017.

Na arte da joalharia do período aqueménida destacava a decoração policroma graças à técnica, característica desta época, da incrustação de pedras preciosas e esmaltes, sendo as mais populares a turquesa, o lápis-lazúli, a cornalina, o cristal de rocha, o ágata e o nácar. Acha-se que esta arte procedia de Antigo Egito, onde já tinha uma grande tradição de joalharia policroma desde o segundo milénio a.C.. Assim consta numa inscrição de Dario onde diz: «... os ourives que trabalhavam o ouro (no palácio) eram medos e egípcios». As braceletes geralmente tinham acabados em forma de cabeça de animal, principalmente de leão e de grifo, de cabras aladas e dragões. Os exemplos mais conhecidos de braceletes com incrustações são os do tesouro do Oxo.
Entre as diversas braceletes que fazem parte do tesouro do Oxo destacam dois muito parecidos (os dois no Museu Britânico, um doado por A. Wollaston Franks e o outro adquirido por Burton e mais tarde pelo Museu Victoria e Alberto e a dia de hoje em depósito em longo prazo em dito museu). Estas duas braceletes têm diversas partes realizadas individualmente e depois unidas. Ainda que ao princípio achava-se que o aro da pulseira era maciço, demonstrou-se, por um buraco produzido num bracelete, que é um cano vazio. A técnica utilizada foi o molde à cera perdida. Também foram modeladas em cera as cabeças dos animais e as partes lisas se poliram. Alguns elementos como as asas dos grifos foram soldados. Os ourives que realizaram as braceletes eram profissionais de grande nível técnico e estético. Estas pulseiras são o exemplo mais notável do tesouro do Oxo junto com a carroça em miniatura.

### Placas votivas
Cinquenta e uma placas votivas retangulares de ouro encontram-se entre as peças que compõem o tesouro do Oxo. Excepto três que representam animais e uma que é lisa, o resto mostram figuras humanas, a maioria homens, com vestido medo e portando nas mãos «barsomé» (ramos de ramos sagrados que levavam, normalmente, os sacerdotes), flores ou lanças. Acha-se que todas estas placas pertenciam a um templo.
Os sacerdotes ou magos aparecem representados com frequência na arte aqueménida, como se pode ver num relevo do jazigo de Dascílio, cerca do lago Manias (atual Turquia). Neste aparecem dois sacerdotes adiante de um sepulcro com «barsomé» numa mão e vestidos com turbantes que lhes tampam o nariz e a boca. Parece que se tampavam a boca ante o fogo sagrado para não contaminar com seu alento. Nas placas votivas do Oxo pode-se ver a representação de alguns sacerdotes. Quando estão em presença dos reis levam vestidos de estilo persa, mas nas cenas nas que não aparece o rei, suas vestiduras são de estilo medo.

#### Algumas placas
- - A placa com referência ANE 123949[nota 4] representa uma figura masculina de perfil olhando para a direita e levando um «barsom» mão direita. A sua vestidura consta de uma túnica até os joelhos atada com cinto e calças longas. Cobre-se a cabeça com um tocado com cogoteira. A túnica está enfeitada com umas faixas bordadas, leva na cintura um acínaces. Este tipo de vestido encontra-se também aos relevos da fachada ocidental do Palácio de Dario em Persépolis.[33]

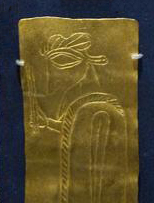
Placa votiva 11,8 x 4,3 cm Museu Britânico ANE 123969.
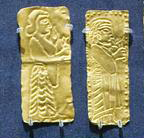
Placas votivas Museu Britânico ANE 123990 (esquerda) e ANE 123994 (direita).
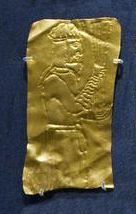
Placa votiva Museu Britânico ANE 123953.

- - A placa com referência ANE 123993 mostra uma figura masculina de perfil com barba pontiaguda olhando para a esquerda e na mão, também esquerda, leva um objeto que poderia ser uma flor. O seu vestido de túnica longa é de estilo persa.[nota 5][33]

- - A placa com referência ANE 123951, da qual só se conserva a parte superior, mostra uma figura masculina de perfil olhando para a direita e que com ambas mãos sustenta um «barsom». A túnica apresenta decorações nas mangas. Sobre a cabeça porta um tocado flexível com cobrebarba e cogoteira.[33]

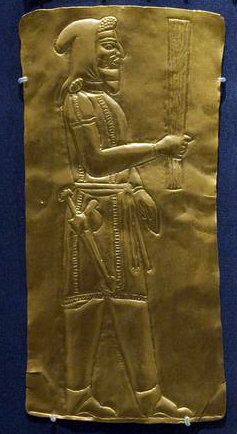
Placa votiva 15,1 x 7,5 cm Museu Britânico ANE 123949.
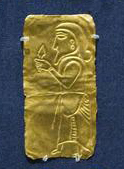
Placa votiva 5,25 x 2,65 cm Museu Britânico ANE 123993.
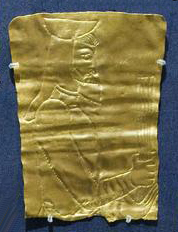
Placa votiva 7,8 x 5,8 cm Museu Britânico ANE 123951.

- A placa com referência ANE 123969 mostra uma figura masculina de perfil olhando para a esquerda. Ainda que o desenho está só esboçado se pode perceber como a cabeça lhe fica coberta com um tocado flexível com cogoteira. O vestido é uma túnica longa a maneira de abrigo com adornos na parte dianteira, que lhe rodeia o pescoço. Sustenta um «barsom» com a mão direita e não se lhe aprecia a esquerda.[33]

- A placa com referência ANE 123990 mostra uma figura feminina de perfil olhando para a direita. Leva um vestido persa longo com manga larga. Sustenta uma flor na mão direita e um objeto não identificado na mão esquerda.[33]

- A placa com referência ANE 123994 mostra uma figura feminina de perfil olhando para a direita. Tem uma grande cabeleira que repousa sobre os ombros, leva pendentes e está vestida com uma túnica longa. Na mão direita sustenta uma flor como oferenda. Toda a placa tem uma decoração nas suas bordas realizada com pontos de cinzel.[33]

- A placa com referência ANE 123953, da qual só se conserva a parte superior, mostra uma figura masculina de perfil olhando para a direita. Leva um «barsom» sustentado com a mão direita e a vestidura é uma túnica atada com cinto. A cabeça fica-lhe coberta com um tocado com cogoteira.[33]

- Placa votiva 11,8 x 4,3 cm
 Museu Britânico ANE 123969.
- Placas votivas
 Museu Britânico ANE 123990 (esquerda) e ANE 123994 (direita).
- Placa votiva
 Museu Britânico ANE 123953.

### Estatuetas votivas

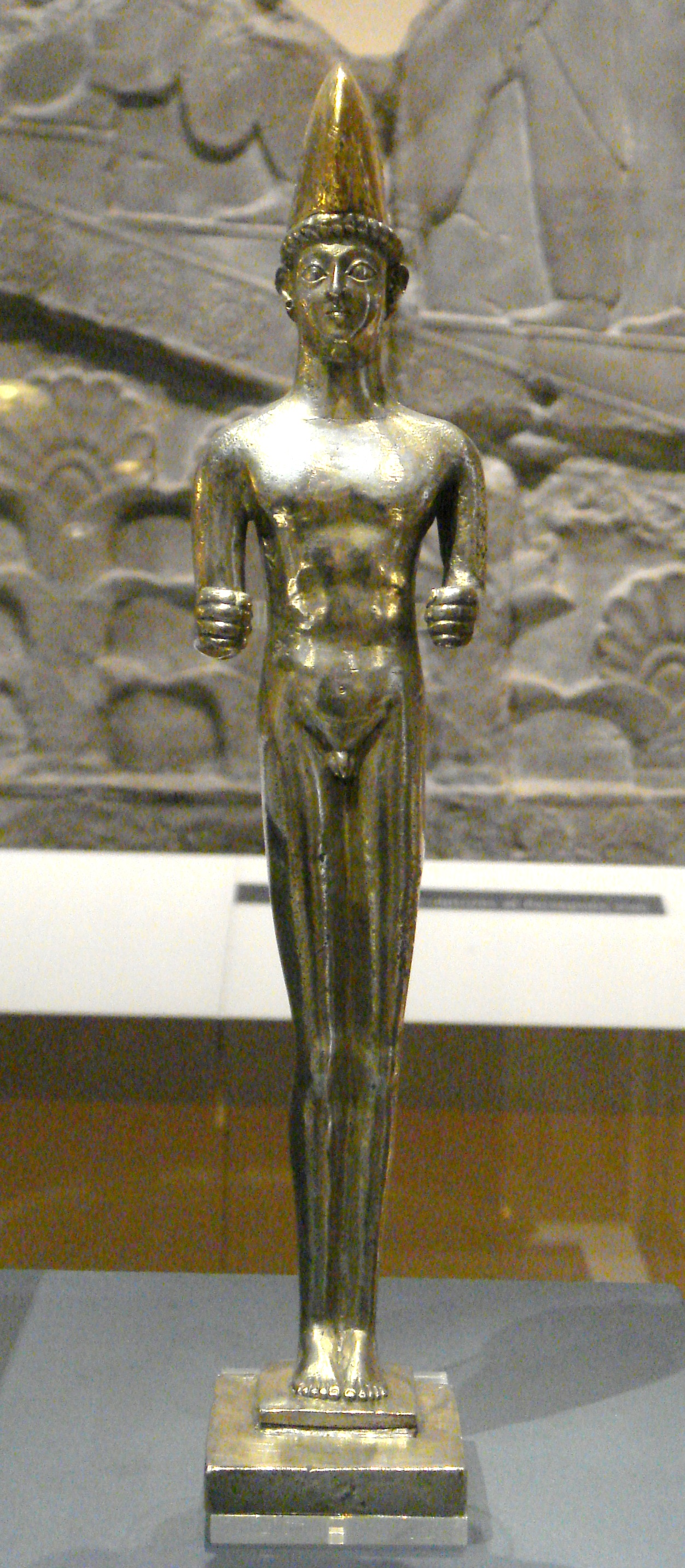
Estatueta votiva, Museu Britânico. ME 123905.

No mundo antigo era muito comum a tradição de oferecer aos deuses dos templos sua representação própria em estatuetas, bem para pedir um favor, para agradecer por algum favor recebido (ex-voto) ou simplesmente, em sinal de respeito. Estas se costumavam fazer em diferentes materiais como a terracota, a prata e o ouro. Entre as peças que formam o tesouro do Oxo se encontram diversas estatuetas votivas que se crê procedem de um templo cerca do rio Oxo, datadas nos séculos V e IV a.C..
Em primeiro lugar, destaca a estatueta com referência ME 123905, que mostra a uma personagem jovem masculino sobre um pedestal de dois peldanos. Apresenta-se completamente nu, com só um barrete sobre a cabeça, pelo que lhe sobressai um caracol de cabelo sobre a sua frente. Tem as orelhas perfuradas e o que não tenha barba se relacionou com a estatuária grega, ainda que o barrete abombado é de um estilo persa que também se pode observar nos relevos de Persépolis. A sua atitude é firme, com os braços em ângulo recto para a frente e uns punhos fechados que têm buracos verticais para sujeitar uns objetos, na atualidade desaparecidos. Tem uma altura de 29,2 cm e está realizada em prata.

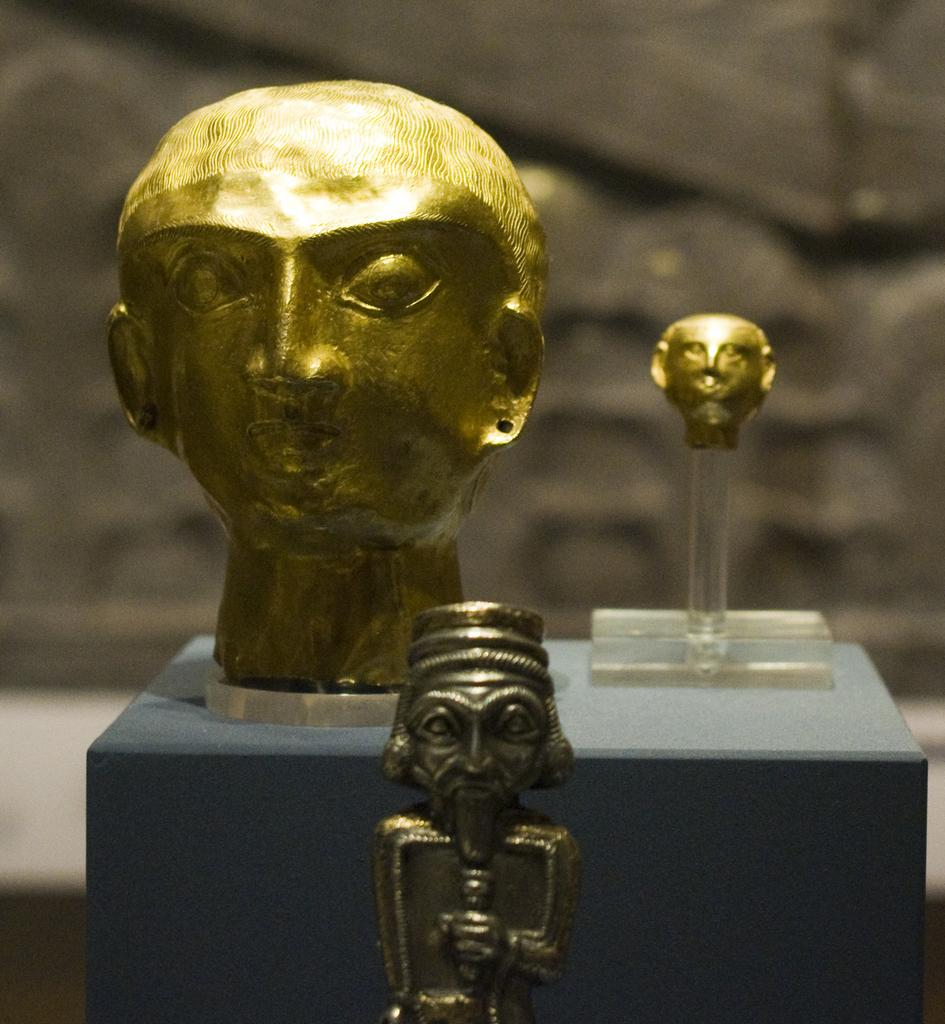
Cabeça de ouro, referência: ME 123906

Também cabe mencionar a estatueta votiva com referência ME 123901, de prata dourada e representando a um homem vestido ao estilo persa. Esta figura sustenta um ramo de varas sagradas («barsomes») na mão esquerda e leva um chapéu com uma faixa na parte superior com almenas gravadas. É possível que quisesse representar a um rei. Mede 14,8 cm.
Outras estatuetas mais pequenas, de uns cinco centímetros, estão realizadas em ouro e vestidas com abrigos de mangas largas que parecem vazias e com adornos imitando bordados. Levam altos barretes que lhes cobrem, ademais, as orelhas e parte da barba. Em mano-a direita sustentam uns «barsomes».
Há uma cabeça de ouro pertencente a uma figura de um jovem imberbe. Tem um estilo diferente às outras, sua técnica é tosca e resulta difícil atribuir a uma escola concreta pelo que se acha que fora de fabricação local.

### Peças de louça

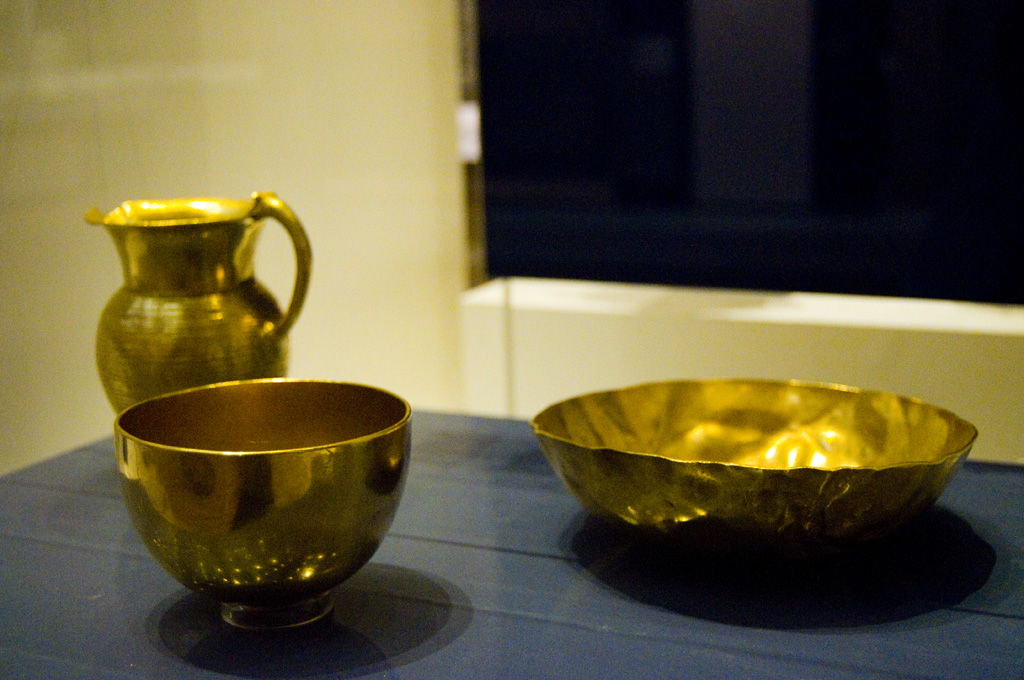
Diferentes peças de louça do tesouro do Oxo

O historiador Heródoto nos volumes de sua História sobre as Guerras Médicas, diz:
Quando o grande rei [..] põe-se à frente de suas tropas e marcha contra o inimigo, leva dispostas [..] até água do rio Coaspes que passa por Susa [..]. Com este objeto lhe seguem [..] muitas carroças [..] que conduzem umas vasilhas de prata em que vai cozida a água do Coaspes.

Aquele naufrágio [o da frota persa na costa de Magnesia], efectivamente, foi uma mina de ouro para um cidadão de Magnesia [..] pois em algum tempo recolheu ali muito copo de ouro e muito assim mesmo de prata.
— Heródoto, Historia I, 188; VII, 190.
Assim se sabe que na corte persa se utilizavam nos banquetes peças de ouro e prata. Nos relevos da Apadana de Persépolis apreciam-se as representações das delegações medas, arménias e lidias que levam em suas mãos recipientes entre os que há ânforas e jarras com os corpos estriados ou lisos. As peças de mesa do tesouro do Oxo, também de ouro, prata e prata dourada, têm em algumas instâncias a decoração estriada, cenefas, flores de loto e folhas de loto superpostas —que são uma invenção aqueménida inspirada em anteriores utensílios iranianos.
A maior parte destes objetos de metal aqueménidas trabalharam-se martelando ou curvando as lâminas do metal utilizado, os detalhes faziam-se com cinzel e acabavam as peças com o brunido; algumas vasilhas e tinas parece que se realizaram mediante o molde à cera perdida.
Entre os objetos de mesa encontra-se uma jarra de ouro, com o corpo estriado horizontal e boca larga; após ter sido realizada com a cera perdida, da que há mostras da fundição em seu interior, se enganchou a alça, o extremo superior da qual tem forma de cabeça de leão, como se quisesse morder a borda da jarra. A decoração fez-se com cinzel.

### Outras peças

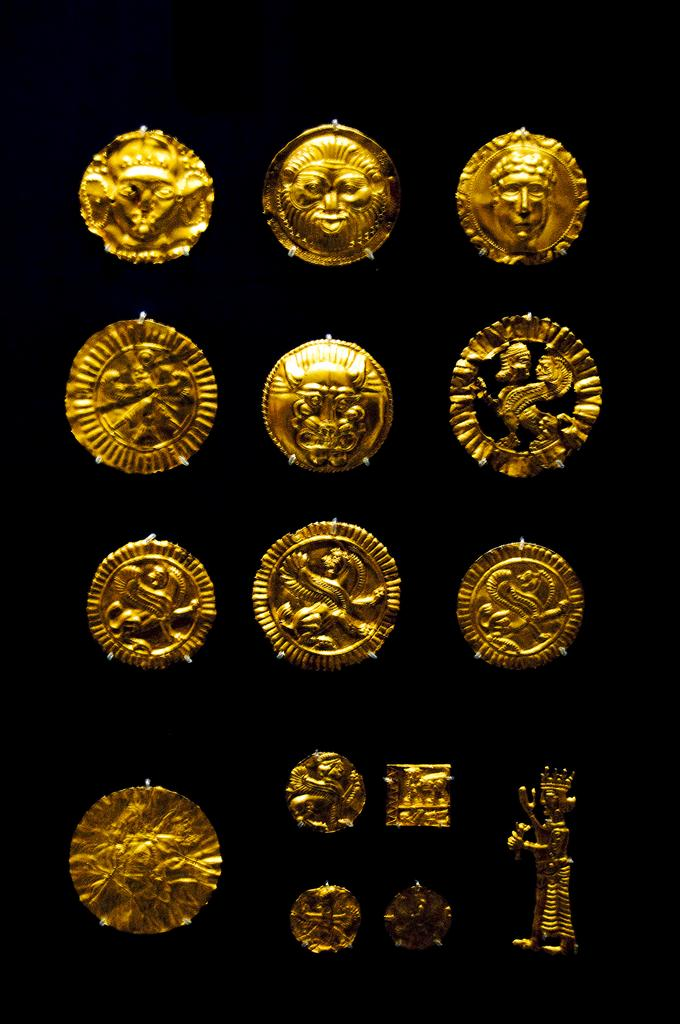
Placas circulares de ornamento

No tesouro do Oxo encontra-se uma grande variedade de peças, entre as que está a vaina de ouro para acínaces, onde se representam em relevo cenas de caça. Ia colocada em cima de uma vaina de madeira ou de couro, hoje desaparecida; a parte de detrás era lisa. As cenas de caça estão gravadas de um extremo ao outro da vaina onde se encontram cinco casais de ginete e leão formando uma fileira. Enquanto na parte superior, mais larga, apreciam-se quatro ginetes armados com lanças e lutando contra uns leões que os atacam, sobre um dos ginetes há um disco alado, os guerreiros se encontram vestidos com grandes guarnições e cinto, levam casquetes altos e parece que vão descalços. Esta vaina tem sido restaurada a partir de sete fragmentos e tem sido datada possivelmente no reinado de Artaxerxes II (r. 404–359 a.C.) e ainda que relacionou-se com a arte assíria do século VII pela temática que desenvolvem os relevos, os arreios dos cavalos não são assírios. Mede 27,6 cm de longo.
Há várias placas circulares de ouro gravado em alto-relevo, com representações de grifos, com a cabeça do deus egípcio Bês, uma com um desenho calado que mostra uma esfinge, um busto de uma figura com barb com coroa persa e uma placa recortada que representa a figura de um homem com coroa e vestido persa portando na mão esquerda uma flor. Assim mesmo, encontra-se uma placa em forma de grifo com corpo de cabra selvagem e uma bicha em forma de folha; apresenta cavidades para incrustações.

## Importância
O tesouro do Oxo não é só o conjunto melhor conhecido de peças de ouro e prata do período aqueménida. A sua importância estriba em que praticamente todas as valorações sobre a ourivesaria em ouro e prata aqueménida (fatura dos objetos, estilo, iconografia... inclusive as valorações sobre a sua autenticidade) basearam-se nas peças do tesouro do Oxo. Isto é assim porque, desde que o tesouro do Oxo foi adquirido pelo Museu Britânico, numerosos lugares têm sido escavados em Iraque, Turquemenistão e a antiga Bactriana sem encontrar nenhum conjunto de peças comparável ao do tesouro do Oxo. Por exemplo, a já citada escavação do templo de Takhti-Sangin estava composta fundamentalmente por peças de bronze e marfim, em sua maioria do período helenístico.

## Polémicas
A autenticidade do tesouro do Oxo tem sido questionada. O mais contundente tem sido Oscar White Muscarella, arqueólogo estadunidense, antigo conservador do Museu Metropolitano de Arte e autor de The lie became great: the forgery of ancient Near Eastern cultures. Muscarella tem criticado o que denomina "arqueologia de bazar" (a tendência por parte dos museus de adquirir peças não mediante escavações, mas as comprando a comerciantes locais, crendo as fantasiosas histórias que contam sobre a sua origem e, desta forma, falsificando o entendimento da História). Muscarella considera que não existiu um tesouro, mas que a história de seu achado (que considera incrível) vem das fantasias dos comerciantes dos bazares de Raualpindi, e que vários dos objetos são possivelmente falsificações. Mais especificamente, pelo que respeita às placas, Muscarella afirma que têm um acabamento tosco e sem nenhuma relação com achados aqueménidas escavados de forma profissional. Estas conclusões têm sido negadas pelos especialistas do Museu Britânico, que aludem a exames científicos, análises históricas e a descoberta de peças paralelas às do tesouro do Oxo como provas da autenticidade do tesouro.

## O «segundo tesouro»

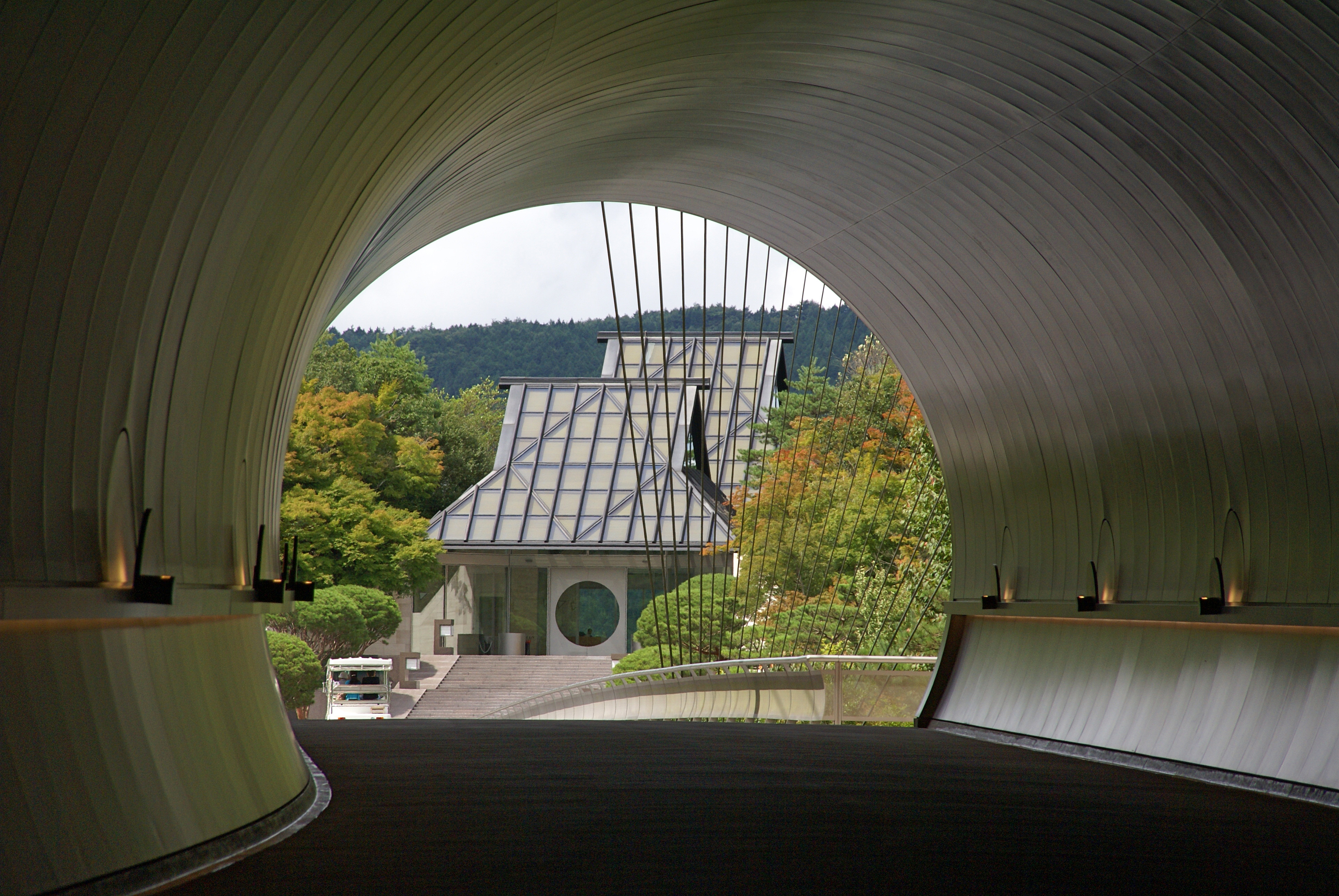
Museu Miho, desenhado porI. M. Pei, em Koka, prefeitura de Shiga, Japão

Existe outro grupo de peças de ouro aqueménidas que se relacionou com o tesouro do Oxo, tanto inclusive como para ser denominado «segundo tesouro do Oxo». Este grupo apareceu no mercado de antiguidades em meados da década de 1990 e foi adquirido pelo Museu Miho do Japão, que o apresentou numa exposição celebrada em 2002 titulada "Tesouros de Bactriana", com motivo do quinto aniversário da abertura do museu.
A hipótese de que este conjunto tem a mesma origem que o tesouro do Oxo foi postulada por Igor Pichikyan, um dos descobridores e escavadores do templo de Takhti-Sangin em seu artigo Rebirth of the Oxus Treasure: Second Part of the Oxus Treasure from the Miho Museum Collection. De acordo com as suas conclusões, os guilzai que assaltaram aos três comerciantes de Bucara teriam conseguido conservar parte do tesouro, que não devolveram a Burton, e fugiram às suas bases na Nuristão. O chefe local da tribo ter-se-ia combinado com o tesouro restante e tê-lo-ia escondido, sem deixar detalhes da sua localização. Durante mais de um século, os membros da sua família teriam procurado em vão o tesouro, sem encontrá-lo até 1993, quando teriam descoberto um conjunto de 2 500 peças e moedas de ouro e prata, que teriam sido passadas de contrabando ao Paquistão e adquiridas por intermediários do Museu Miho, que estava a constituir a sua coleção (o museu abriu as suas portas em 1997). Estas conclusões são rebatidas por Muscarella, que afirma que esta história é uma pura invenção, propagada pelos vendedores do conjunto. Mais ainda, que apesar das afirmações de Miho de que, ainda que suas peças fazem parte do achado original, provem/provêm de uma oficina diferente, são uma pura invenção destinada a promover sua coleção.
Em todo o caso, parece que este segundo «tesouro» vem de uma escavação ilegal em Mir Zakah, uma pequena população situada ao este de Gásni, a poucos quilómetros da fronteira paquistanesa na província de Patkia.

## Exposições

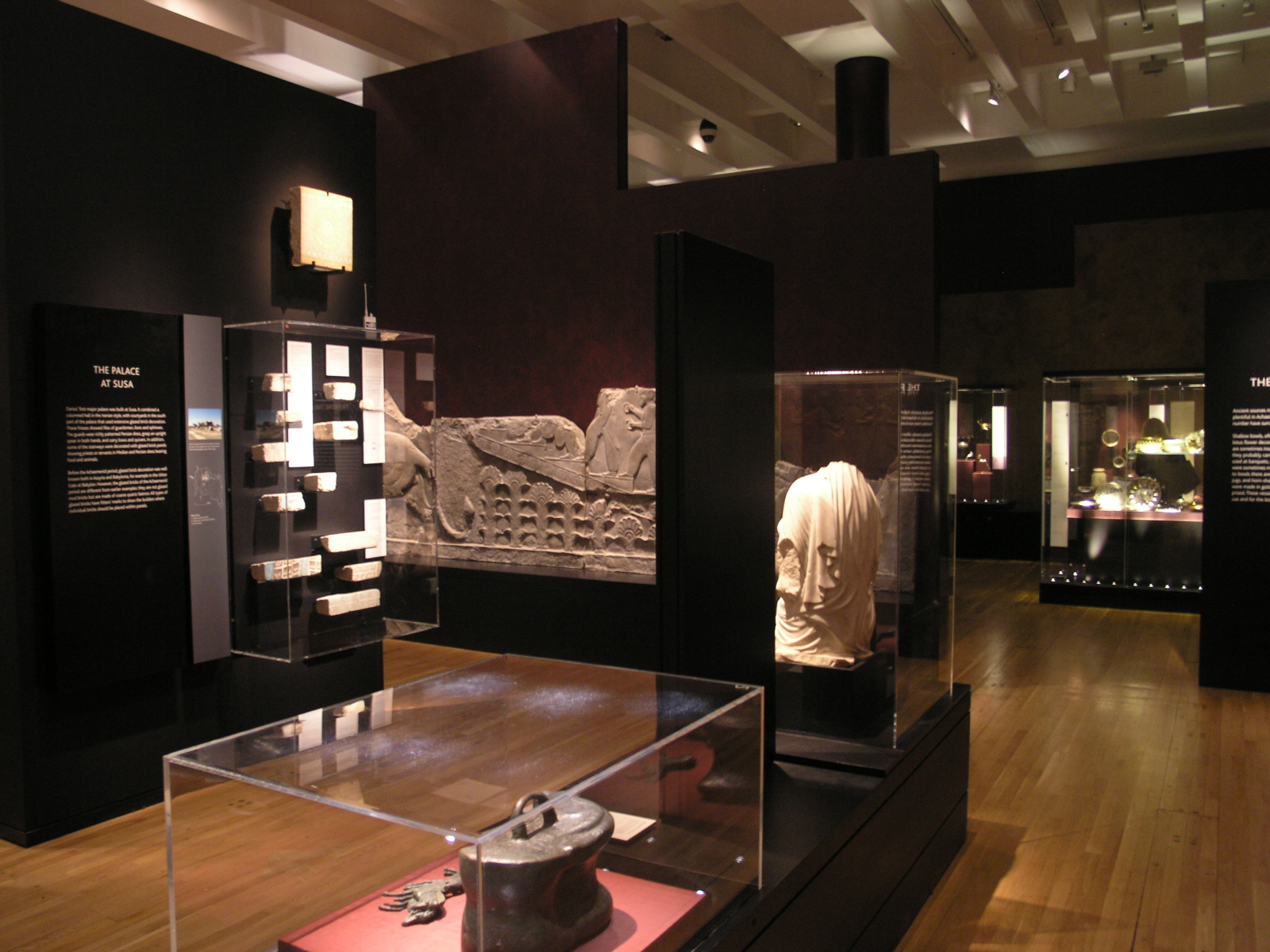
Sala 5 da exposição Forgotten Empire - The World of Ancient Persia realizada no Museu Britânico (2005-2006)

Em setembro de 2005, o Museu Britânico e o Museu Nacional do Irão, com a colaboração do Museu do Louvre, organizaram em Londres a exposição Forgotten Empire - The World of Ancient Persia. Esta exposição foi a mais exaustiva organizada até à data sobre o período aqueménica, mostrou 321 peças e contou como base com material dos museus iranianos (não só o Nacional do Irão mas também o Museu de Persépolis). Também incluiu a grande maioria das peças que conformam a coleção do tesouro do Oxo, junto com outras obras e objetos provenientes de outros museus. A exposição, que durou quatro meses, foi vista por 154 000 pessoas. O impulsor da ideia foi John Curtis, chefe do departamento do Antigo Oriente Próximo, com o respaldo de Neil MacGregor, diretor do Museu Britânico. MacGregor tinha viajado ao Irão em abril do 2003 onde Mohammad-Reza Kargar, diretor do Museu Nacional do Irão em Teerão, e as autoridades iranianas aceitaram com gosto a ideia da exposição sobre a Persia aqueménida e lembraram ceder peças chave. A exposição foi a de maior sucesso até à data após a dedicada a Tutancâmon de 1972.
A mesma exposição, com algumas peças menos, exibiu-se no CaixaForum de Barcelona em 2006, graças à colaboração da Fundação La Caixa, com o nome L'imperi oblidat. O món de l'antiga Pèrsia ("O império esquecido. O mundo da antiga Persia").